# João de Lucena
João de Lucena (Trancoso, 27 de Dezembro de 1549 – Lisboa, 2 de Outubro de 1600) foi um escritor português do século XVI.
Jesuíta desde 14 de Março de 1565 e terminada em Roma a sua formação, residiu a partir de 1581, na Casa Professa de São Roque, em Lisboa. Publicou a História da Vida do padre Francisco Xavier do que Fizeram na Índia os Mais Religiosos da Companhia de Jesus (1600), traduzida para italiano, húngaro, castelhano, latim, francês, entre outras.
Deixou seis volumes de sermões manuscritos. Considerado por muitos como um dos maiores clássicos da literatura portuguesa